# اسکار (فیلم ۱۹۹۱)
اسکار (انگلیسی: Oscar) فیلمی به کارگردانی جان لندیس است که در سال ۱۹۹۱ منتشر شد.

## بازیگران
- سیلوستر استالونه
- مریسا تومه
- اورنلا موتی
- تیم کوری
- چاز پالمینتری
- پیتر ریجرت
- لیندا گری
- کرک داگلاس
- دان آمچی
- کرتوود اسمیت
- مارتین فررو
- هری شیرر
- ایوان دکارلو
- ادی براکن
- کن هاوارد
- ویلیام آترتون
- مارک متکلف
- آرلین سورکین
- آرت لافلئور
- جوئی تراولتا
- مارشال بل